# Гай Сициний (трибун 470 пр.н.е.)
Гай Сикций или Сициний (на латински: Cn. Siccius; Gaius Sicinius) е политик на Римската република от 5 век пр.н.е.
През 470 пр.н.е. е народен трибун. С колегата му Марк Дуилий и консула от предната година Апий Клавдий Крас са в опозиция на закона Cassia agraria на Спурий Касий Вецелин. Тази година консули са Луций Валерий Поцит Публикола и Тиберий Емилий Мамерк.